# Lambulosia pallicolor
Lambulosia pallicolor là một loài bướm đêm thuộc phân họ Arctiinae, họ Erebidae.